# Faith Brook
Faith Brook (* 16. Februar 1922 in York, England; † 11. März 2012 in London) war eine britische Schauspielerin.

## Leben

### Familie und Ausbildung
Brook wurde als Tochter des britischen Schauspielers Clive Brook und dessen Ehefrau Mildred Evelyn Brook geboren; ihr Bruder war der Schauspieler und Bühnenautor Lyndon Brook. Kaum ein Jahr alt, zog Brook mit ihren Eltern in die Vereinigten Staaten. Ihr Vater hatte ein Angebot der Paramount Pictures erhalten; er spielte in Hollywood unter anderem als Partner von Marlene Dietrich den lebensmüden Capt. Donald „Doc“ Harvey in dem Film Shanghai-Express (1931). Brook wuchs in Hollywood gemeinsam mit Kindern anderer Hollywood-Stars auf; ihre Jugend beschrieb sie später als „idyllisch“. Die Situation änderte sich 1932 nach der Entführung des Lindbergh-Babys, woraufhin Clive Brook beschloss, seine Tochter zurück nach England zu schicken, wo sie schließlich in die Fußstapfen ihres Vaters trat. Brook besuchte Schulen in Los Angeles, London, in der Grafschaft Kent und in Gstaad. Erste Erfahrungen als Schauspielerin machte sie im Schultheater. Dort spielte sie hauptsächlich die Jungenrollen, so beispielsweise den Lorenzo in Der Kaufmann von Venedig, in einer Gastinszenierung des späteren Schauspielers und Regisseurs Alec Guinness. Sie absolvierte ihre Schauspielausbildung an der Royal Academy of Dramatic Art.

### Theater
Als Theaterschauspielerin gab Brook ihr Debüt im September 1941 in Santa Barbara, Kalifornien in dem Stück Lottie Dundass von Enid Bagnold; wenig später, im Dezember 1941, folgte ihr Debüt in New York City am Broadway am Cort Theatre in der Rolle der Marion Curwood in dem Theaterstück Letters to Lucerne von Alfred Rotter und Allen Vincent. Ihr Theaterdebüt im Londoner West End war 1942 mit der Rolle der Marie in dem Theaterstück Aren’t Men Beasts! von Vernon Sylvaine (1942, Garrick Theatre, London).
Brook leistete während des Zweiten Weltkrieges Militärdienst im Auxiliary Territorial Service, der Fraueneinheit der British Army. Sie war in der Truppenbetreuung tätig bei der Unterhaltungseinheit Stars in Battledress, ging mit dem Theaterstück Flare Path von Terence Rattigan auf Tournee durch Italien und Griechenland, wo britische Truppen stationiert waren.
1946 wurde sie festes Ensemblemitglied des Bristol Old Vic; wichtige Bühnenrollen Brooks in ihrer frühen Zeit als Theaterschauspielerin waren unter anderem Dorinda in dem Theaterstück Galante Listen, auch: Liebes-Schlachten-Lenker (The Beaux' Stratagem) von George Farquhar (Bristol Old Vic Company, London, 1945–1946), Nina Michailovna Zarečnaya in Die Möwe (Bristol Old Vic Company, London, 1945–1946), Lady Macduff in Macbeth (Bristol Old Vic Company, 1946), Olivia in Was ihr wollt (Bristol Old Vic Company, 1946; Old Vic Company, 1948–1949; Regie: Alec Guinness) und Charlotta Iwanowna in Der Kirschgarten (Old Vic Company, London, 1948–1949, neben Dame Edith Evans und Cedric Hardwicke). Anfang der 1950er Jahre spielte Brooks wieder Theater in den Vereinigten Staaten, unter anderem die Rolle der Celia Coplestone in dem Theaterstück Die Cocktailparty von T. S. Eliot (Henry Miller’s Theatre, New York City, 1950). 1952/1953 übernahm sie in einer Tournee-Produktion die Rolle der Sheila Vendice in dem Kriminalstück Bei Anruf Mord von Frederick Knott.
Im späteren Verlauf ihrer Karriere spielte Brook unter anderem die Königin Gertrude in Hamlet (Tourneeproduktion 1969; Cambridge Theatre, London 1971, neben Ian McKellen als Hamlet), Volumnia in Coriolan (West Yorkshire Playhouse, Leeds, 1994–1995; mit Steven Berkoff in der Titelrolle) und, neben Charles Dance, die blinde Mutter in dem Theaterstück Good von C. P. Taylor (1999, Donmar Warehouse Theatre, London). Für diese Rolle erhielt sie 1999 auch den Clarence Derwent Award in der Kategorie „Beste Schauspielerin in einer Nebenrolle“ (Best Supporting Actress).
Brooks größter Erfolg in ihrer Alterskarriere war die Rolle der Martha in dem Ein-Personen-Stück The Colour of Poppies nach dem Roman La Femme Coquelicot von Noëlle Châtelet. Brooks verkörperte darin eine alternde Frau, die nach langer Zeit wieder Liebe, Leidenschaft und Sexualität erfährt; das Stück hatte 2004 Premiere im Londoner Jermyn Street Theatre und thematisierte unter anderem auch das Tabu-Thema weiblicher Sexualität im Alter. 2007 trat Brook mit dieser Rolle bei einer Tournee durch verschiedene Städte in Großbritannien auf. Die letzten Aufführungen fanden im April 2007 am Theatre Royal in York statt. Brooks letzte Bühnenrolle war 2008 die Rolle der María Wassíljewna Wojnízkaja in dem Theaterstück Onkel Wanja in einer Tourneeproduktion; sie verkörperte, unter der Regie von Sir Peter Hall, die Mutter der Titelfigur.
Beim Edinburgh Festival (1981, St Cecilia’s Hall) beeindruckte Brook als Rezitatorin mit dem Gedichtzyklus Requiem von Anna Achmatowa. Brook arbeitete als Schauspiellehrerin und Dozentin an der Guildhall School of Music und der Royal Academy of Dramatic Art.

### Film und Fernsehen
Brook übernahm auch regelmäßig Rollen in Kinofilmen.
Ihr Film-Debüt hatte sie 1941, ohne im Abspann genannt zu werden, unter der Regie von Alfred Hitchcock in dem Kriminalfilm Verdacht. Sie spielte, neben Cary Grant, die jugendliche Schönheit Alice Barhem. Ihre erste Rolle mit Namensnennung war das englische Mädchen in dem Abenteuerfilm Das Dschungelbuch (1942, Regie: Zoltan Korda).
Weitere Kinorollen waren, an der Seite von David Niven, die Rolle der Mrs. Doris Grice, die Ehefrau von Colonel Grice, in dem Kriegsfilm Die Seewölfe kommen (1979/1980) und die an Margaret Thatcher angelehnte Figur der britischen Premierministerin in dem Actionfilm Sprengkommando Atlantik (1979). 1997 war sie, neben Margaret Tyzack (als Lady Burton), in der Rolle der Lady Bexborough in den Film Mrs. Dalloway von Marleen Gorris zu sehen.
Häufig arbeitete Brook auch für das Fernsehen. Sie hatte unter anderem Rollen in den Fernsehserien The Irish RM (1983–1984), Krieg und Frieden (1972–1973, als Gräfin Rostowa) und Gentlemen and Players (1988–1989), in dem Fernsehfilm Cream in My Coffee (1980) und in der Episode They do it with Mirrors in der Fernsehserie Miss Marple (1991).

## Privates
1949 heiratete Brook den Arzt Charles Moffett, der für die US Navy tätig war und zog mit ihm nach New York City. Die Ehe wurde wenig später wieder geschieden. In zweiter Ehe heiratete sie den Arzt Michael Horowitz. Aus dieser Ehe ging ein Sohn, Brook Horowitz, hervor. Auch Brooks zweite Ehe endete in Scheidung.

## Filmografie (Auswahl)
- 1941: Verdacht (Suspicion)
- 1942: Das Dschungelbuch (Rudyard Kipling’s Jungle Book)
- 1943: Keine Zeit für die Liebe (No Time for Love)
- 1948: Bigamie…? (Uneasy Terms)
- 1956: Keiner ging an ihr vorbei (Wicked as They Come)
- 1956: The Intimate Stranger
- 1957: Die Brücke der Vergeltung (Across the Bridge)
- 1957: Der Mann im Schatten (Man in the Shadow)
- 1958: Flüsternde Schatten (Chase a Crooked Shadow)
- 1959: Die 39 Stufen (The 39 Steps)
- 1961: Kommissar Maigret (Maigret)
- 1964: Stunden des Ruhms – Winston Churchills Leben und Werk (The Finest Hours)
- 1968: Der Mann mit dem Koffer (Man in a Suitcase) (Fernsehserie, 1 Folge)
- 1969: Walk a Crooked Path
- 1970: Hamlet (Fernsehverfilmung)
- 1972–1973: Krieg und Frieden (War and Peace) (Fernsehserie)
- 1975–1978: Angels (Fernsehserie)
- 1979: Sprengkommando Atlantik (North Sea Hijack)
- 1980: Die Seewölfe kommen (The Sea Wolves)
- 1980: Cream in my Coffee (Fernsehfilm)
- 1981: Die Nadel (Eye of the Needle)
- 1983–1984: The Irish RM (Fernsehserie)
- 1984: Auf Messers Schneide (The Razor's Edge)
- 1986: Sins (Fernsehserie)
- 1988–1989: Gentlemen and Players (Fernsehserie)
- 1991: Miss Marple (Folge: They Do it with Mirrors)
- 1997: Mrs. Dalloway
- 1997: Mothertime (Fernsehfilm)
- 2000: Die Bibel – Paulus (San Paolo) (Fernsehfilm)
- 2002: AKA (Fernsehserie)
- 2006: The Commander: Blacklight (Fernsehfilm)